# Matematica dilettevole e curiosa
Il libro Matematica dilettevole e curiosa è un manuale di Italo Ghersi edito all'inizio del Novecento (1913), in cui sono raccolti e illustrati diversi problemi, riguardanti vari settori della matematica e della geometria.
Il libro spazia dai paradossi logici agli algebrici, dai percorsi minimi ai poliedri magici, dai problemi geometrici elementari ai rompicapo veri e propri, tutti adeguatamente risolti. Il sottotitolo del libro è infatti: Problemi bizzarri - Paradossi algebrici e meccanici - Moto perpetuo - Grandi numeri - Curve e loro tracciamento meccanico - Sistemi articolati - Quadratura del circolo - Trisezione dell'angolo - Duplicazione del cubo - Geometria della riga e del compasso - Rompicapo geometrici - Iperspazio - Probabilità - Giochi - Quadrati - Poligoni e poliedri magici.
Le edizioni quarta e quinta contengono un'appendice dell'ingegnere Raffaele Leonardi sulla criptaritmetica, i criteri di divisibilità, i quadrati magici, bimagici e trimagici, e curiosità matematiche varie.

## Contenuto

### Prima edizione 1913
- 1 Problemi curiosi e bizzarri
  - 1.1 Problemi - tranelli
    - Il gatto e i topi - La cordicella - La lumaca viaggiatrice - L'orologio reumatizzato - Un passatempo marinaresco - L'eredità dell'arabo - Un problema da osti - Le teste capellute

  - 1.2 Bizzarrie
    - Un epitaffio singolare - Parentele curiose - Indovinare l'ora pensata - L'evasione del pretendente - Decimazione - I ponti di Koenigsberg - I tracciati continui - I labirinti

  - 1.3 Percorsi minimi
    - Linee geodetiche - II problema della coloritura delle carte geografiche

  - 1.4 Problemi diversi sulla scacchiera
    - Regine - Il problema delle otto regine - Cavalli (Il salto di cavallo) - I problemi delle Torri e degli Alfieri - Torri - Alfieri

  - 1.5 Alcuni problemi di posizione
    - II cantiniere infedele - Il tiro delle suore - La croce di brillanti - Salti di gettoni - Problemi ferroviari - Passeggiate di educande - L'un l'altro seguendo - Il gioco del giro tondo - Il gioco dei nove pedoni
- 2 Aritmetica
  - 2.1 Sui numeri
    - Animali calcolatori
    - La numerazione dei selvaggi
    - I grandi numeri
      - Tre problemi di Ozanam; Diversi; Un accordo di lunga durata; Le 21 lettere dell'alfabeto; Archimede e la leva; La richiesta di Sissa-Nassir, l'inventore degli scacchi e i grani di sabbia di Archimede; II centesimo ad interesse composto; Le moderate pretese di Nureddin; Un po' di roulette

    - Numerazione binaria
    - Le tavolette misteriose
    - Sui quadrati dei numeri interi
    - I cubi dei numeri interi
      - Di alcune proprietà dei cubi

    - I numeri perfetti
    - I numeri amicabili
    - I numeri triangolari
    - I numeri quadrati
    - I numeri pentagonali
    - I numeri esagonali
    - I numeri poligonali
    - I numeri ottagonali
    - I numeri decagonali
    - I numeri piramidali
      - Numeri piramidali quadrangolari

    - Il triangolo di Pascal
    - Curiosità diverse sui numeri
      - Sul numero 45; Sul numero 100; Sul numero 143; Sul numero 225; Sul numero 142857; Sul numero 12345679; La somma dei numeri naturali; Il numero e

    - [Problemi sui numeri]
    - Prodotti singolari
    - Indovinare un numero pensato
      - Indovinelli su due numeri; Trovare l'età d'una persona; Indovinare un pezzo pensato del gioco del domino

  - 2.2 Sulle operazioni aritmetiche
    - Moltiplicazione
    - Divisione
    - Estrazione della radice quadrata

  - 2.3 Aritmetica geometrica
    - Moltiplicazione
    - Divisione
    - Potenze
    - Radici quadrate

  - 2.4 Problemi curiosi
    - Il testamento del Nabab - I pani condivisi - II traghetto - I tre mariti gelosi - I quattro mariti gelosi - II mercante di montoni - Il problema dei buoi di Newton - La pecora al pascolo in vincoli - Le fatiche del facchino - Gli otri di vino - Le botti del vignaiuolo - L'eremita e la grazia del Santo - Il benefattore ricompensato - Un furterello di vino  - Un problema di Leonardo da Pisa
- 3 Algebra
  - 3.1 L'equazione di Fermat
    - Un po' di storia - Triangoli rettangoli in numeri interi

  - 3.2 Problemi sui numeri
    - Qual è il più grande fra i numeri {\displaystyle {\sqrt {2}}}, {\displaystyle {\sqrt[{3}]{3}}}, {\displaystyle {\sqrt[{4}]{4}}}, {\displaystyle {\sqrt[{5}]{5}}} ... ? - Un torneo matematico

  - 3.3 Problemi diversi
    - Problemi cinesi - Problemi greci - L'epitaffio di Diofanto - Un verso latino - Il problema delle uova - Lo stipendio dei commessi - La scommessa - Il problema delle tre classi - Il salario del servitore - I barili di vino e le gabelle - II mercante alla fiera - Il muratore pigro - Gli operai negligenti - I tacchini e il grano - L'aranceto - II costo dell'anello - I quattro peculii - I tre soci - L'acqua e il vino - I battimazza - I rintocchi delle campane - Le tre mogli - II cuoco cortese - Problemi sull'orologio - La bilancia del droghiere - I quattro mobili - I due mobili - Bacco e Sileno - Le scimmie - Le api - L'eredità - Pile di proiettili - Sulle probabilità - Semplificazioni - Paradossi algebrici, aritmetici, ecc. - Una dimostrazione teologica - L'equazione di 2º grado risolta aritmeticamente - Soluzione grafica delle equazioni (Equazione di secondo grado; Equazione di terzo grado - Equazione di quarto grado - Equazioni numeriche ad una incognita di qualsiasi grado) - Metodi fisici per la risoluzione dei sistemi di equazioni algebriche (Metodo idrostatico di A. Demanet; Bilancia idrostatica di G. Meslin; Metodo elettrico di F. Lucas)
- 4 Quadrati, poligoni e poliedri magici
  - 4.1 Quadrati magici
    - Quadrati magici i cui moduli sono numeri primi - Tipo di quadrati magici a disposizione obliqua - Quadrati magici del tipo a salto di cavallo - Quadrati magici dispari, a moduli non primi (Metodo Arnoux) - Quadrato magico di lato tre - Metodi di De la Loubère per quadrati magici d'ordine dispari - Quadrati magici pari (Metodo generale di De la Hire) - Il quadrato magico della Villa Albani a Roma - Diversi modi di generazione d'uno stesso quadrato magico - Quadrati magici a scompartimenti (A zone; A croce; A intelaiatura) - Quadrati doppiamente magici o satanici - Quadrati diabolici - Quadrati cabalistici - Quadrati magici derivati - Diagrammi geometrici dei quadrati magici

  - 4.2 Poligoni magici
    - Rettangoli - Triangolo (Triangoli a perimetro magico) - Pentagono - Esagono - Stelle magiche

  - 4.3 Poliedri magici
    - Ottaedro magico - Cubi magici
- 5 Geometria
  - 5.1 Di alcune curve notevoli
    - Cubiche
      - Cubiche semplici; Cubica semplice parabolica; Cubica semplice parabolica a centro; Cubica semplice iperbolica; Cubiche circolari unicursali; Strofoide; Trisettrice di Mac Laurin; Cissoide; Cubica circolare di Jerabeck; Concoide di De Sluse; Trisettrice di Longchamps; Pedale dell'ipocicloide di Steiner rispetto a una cuspide

    - Quartiche unicursali
      - Il folio doppio; Il folio semplice; Il trifolio retto; Lemniscata di Bernoulli; Chiocciola di Pascal; Ovali di Cassini; Ovali di Cartesio; Cicloide; Epi e ipo-trocoidi; Ipocicloide a tre cuspidi; Evolvente di circolo; Catenaria; Spirali; Isotrepenti; Traiettorie ortogonali; Settrice; Curva d'inseguimento

    - Tracciamento meccanico delle curve e delle superfici geometriche
      - Sistemi di sbarre articolate; Ellisse; Ellissografi articolati; Ellissografi diversi; Iperbole; Iperbolografo a liquido; Parabola; Conicografi; Cissoide e strofoide retta; Concoidografi; Curve cissoidali; Conchigliografi; Sferografo; Ellissoidografo

  - 5.2 Sulla risoluzione dei problemi di geometria con istrumenti elementari
    - Con la sola riga - Col solo compasso - Con riga e squadra

  - 5.3 Divisione della circonferenza in parti uguali
    - Pentagono regolare
      - Costruzione di Schroeter

    - Decagono regolare
    - Costruzioni approssimate
      - Metodi generali; Metodo Rinaldini; Metodo Bardin

    - Ettagono
    - Ennagono
    - Poligono di 11 lati

  - 5.4 La trisezione dell'angolo
    - Dividere un angolo in tre parti uguali
      - Soluzioni di Pappo e di Newton; Soluzione di Descartes; Soluzione di Clairaut; Soluzione di Bourdon; Soluzione di Delboeuf; Con la chiocciola di Pascal; Con la trisettrice di Maclaurin; Con la strofoide; Con la concoide di Nicomede; Soluzioni dell'Autore

    - Soluzioni meccaniche
      - Trisettori di Rouse-Ball; Trisettore di Ceva; Trisettore di Laisant; Trisettori Sylvester; Trisettori di Kempe; Trisettore di Hart; Trisettori di Tissandier; Trisettori dell'Autore

  - 5.5 La quadratura del circolo
    - Il problema - Dell'impossibilità di risolvere il problema - Le origini e il concetto matematico del simbolo {\displaystyle \pi }
      - Il {\displaystyle \pi } simbolo geometrico; Nella Bibbia; Il {\displaystyle \pi } degli Egiziani; Il {\displaystyle \pi } di Tolomeo; Il {\displaystyle \pi } degli Indù; Il {\displaystyle \pi } dei Cinesi; Il {\displaystyle \pi } di Archimede; Il {\displaystyle \pi } dei matematici europei; Un {\displaystyle \pi } pratico

    - La mnemonica del {\displaystyle \pi }
    - Costruzioni approssimate
      - Rettiflcazione della circonferenza; Lato del quadrato equivalente al circolo; Raggio del circolo equivalente al quadrato

  - 5.6 La duplicazione del cubo
    - Le leggende e il problema - Soluzioni con coniche - Soluzioni con cubiche - Soluzioni con curve diverse - Soluzioni approssimate

  - 5.7 Curiosità geometriche
    - Lo geometria delle api - Paralogismi geometrici - Il teorema di Pitagora - Dimostrazioni mediante trasposizione di elementi - Dimostrazioni algebriche - Proprietà curiose della figura del quadrato dell'ipotenusa - Generalizzazione del teorema di Pitagora - Soluzioni semplici di alcuni problemi - Geometria dei poligoni articolati - Pantografo - Polipantografo

  - 5.8 Rompicapo geometrici
    - Trasformazioni e scomposizioni di poligoni
    - Pavimentazioni geometriche
    - Poligoni sferici associati
    - I poligoni massimo e minimo

  - 5.9 Varie
    - La geometria della carta piegata
      - Triangolo equilatero; Pentagono regolare; Esagono regolare; Ottagono regolare; Decagono regolare; Dodecagono regolare

    - I poliedri regolari
    - II volume della sfera, secondo gli Indù
    - Poligono spirale
      - Poligono spirale-uncino

    - Misurare un angolo L M N senza rapportatore
    - Il tracciamento del tunnel
    - Applicazioni della geometria al calcolo delle probabilità
    - Modelli
    - Questioni diverse
      - L'area del dodecagono regolare; Un problema da pontieri; La gazza e la vasca; Il turacciolo geometrico; Con una medesima apertura di compasso descrivere circoli di raggio diverso; Un compasso prettamente cinese; Modelli geometrici; I nastri paradromici

  - 5.10 Iperspazio
    - Che cosa è l'iperspazio?
- 6 Meccanica
  - 6.1 Di alcuni paradossi
    - Moto
      - Paradosso di Zenone; Achille e la tartaruga, altro paradosso di Zenone; Paradosso di Zenone sul tempo; Movimento angolare; II paradosso del doppio cono; Il boomerang; La legge di Hauksbee

    - Moto perpetuo
      - Ruota di Barlow; La ruota automotrice

  - 6.2 Curve di deformazione
- 7 Giochi
  - 7.1 Domino
    - Disposizioni rettilinee
    - Il problema generale dei tre in fila
      - Generalizzazione del problema: p in fila

    - Allineamenti diversi
    - La torre di Hanoi
    - Problema degli otto gettoni
    - La dama di 16 caselle
    - Sul gioco degli scacchi
      - I percorsi sulla scacchiera; Salto del cavallo; Mosse di Re; Mosse di Torre; Mosse d'Alfiere; Mosse di Regina

    - Un gioco aritmetico

### Quinta edizione 1978
- 1 Problemi curiosi e bizzarri
  - 1.1 I problemi tranelli
  - 1.2 I Labirinti
  - 1.3 Percorsi minimi
- 2 Problemi diversi sulla scacchiera aritmetica
- 3 Aritmetica
  - 3.1 Sui numeri
  - 3.2 Sulle operazioni aritmetiche
  - 3.3 Aritmetica geometrica
- 4 Algebra
  - 4.1 L'equazione di Fermat
  - 4.2 Problema sui numeri
  - 4.3 Problemi diversi
- 5 Quadrati, poligoni e poliedri magici
  - 5.1 Quadrati magici
  - 5.2 Poligoni magici
  - 5.3 Poliedri magici
- 6 Geometria
  - 6.1 Di alcune curve notevoli
  - 6.2 Sulla risoluzione dei problemi di geometria con istrumenti elementari
  - 6.3 Divisione della circonferenza in parti uguali
  - 6.4 La trisezione dell'angolo
  - 6.5 La quadratura del circolo
  - 6.6 La duplicazione del cubo
  - 6.7 Curiosità geometriche
  - 6.8 Rompicapo geometrici
  - 6.9 Varie
  - 6.10 Iperspazio
- Appendice

## Edizioni
- Italo Ghersi, Matematica dilettevole e curiosa. Problemi bizzarri, paradossi algebrici, geometrici e meccanici, moto perpetuo, grandi numeri, curve e loro tracciamento meccanico, sistemi articolati, quadratura del circolo, ecc. con 693 figure originali, 1ª ed., Milano, Hoepli, 1913, SBN ANA0018649.
- Italo Ghersi, Matematica dilettevole e curiosa, 2ª ed., Milano, Hoepli, 1921, SBN CUB0306724.
- Italo Ghersi, Matematica dilettevole e curiosa, 3ª ed., Milano, Hoepli, 1929, SBN MIL0175352.
- Italo Ghersi, Matematica dilettevole e curiosa, con un'appendice del dott. ing. R. Leonardi sulla criptaritmetica i caratteri di divisibilita i quadrati magici bimagici e trimagici curiosita matematiche varie, 4ª ed., Milano, Hoepli, 1951, SBN CUB0306721.
- Italo Ghersi, Matematica dilettevole e curiosa, con un'appendice del dott. ing. R. Leonardi sulla criptaritmetica i caratteri di divisibilita i quadrati magici bimagici e trimagici curiosita matematiche varie, 5ª ed., Milano, Hoepli, 1978, ISBN 88-203-0469-4, SBN CAM0018774.

## Citazioni
( Tullio Regge e Stefano Sandrelli, L'infinito cercare: autobiografia di un curioso, Giulio Einaudi, 2012,  p. 6.)